# Lawrence Palmer
Pour les articles homonymes, voir Palmer.
Lawrence Palmer est un joueur américain de hockey sur glace né le 7 janvier 1938 à Malden (Massachusetts).

## Biographie
Lors des Jeux olympiques d'hiver de 1960, il remporte la médaille d'or avec l'équipe des États-Unis.